# عبد السلام محمد (ممثل)
عبد السلام محمد  (1 يوليو 1934 - 27 يونيو 1992) هو ممثل مصري سابق.

## عن حياته
تخرج في المعهد العالي للفنون المسرحية. قدم أدوارًا ثانوية في عدد ضخم من الأفلام السينمائية

## أعماله

### أفلامه
- الحرام 1965
- بيت الطالبات 1967
- يوميات نائب في الأرياف 1969
- ليل وقضبان 1973
- دنيا 1974
- دائرة الانتقام 1976
- العرافة 1981
- احترس من الخط 1984
- الوزير جاي 1986
- زمن حاتم زهران 1987
- حنفي الأبهة 1990
- بلاغ للرأي العام 1990

### مسلسلاته
- العسل المر 1966
- ناعسة 1970
- القاهرة والناس 1972
- كيف تخسر مليون جنيه 1978
- على الزيبق 1985
- الوسية 1990

مسلسل وموع القمر 1984
الأيام

### مسرحياته
- السبنسة 1962
- كوبري الناموس 1964
- سكة السلامة 1964
- بير السلم 1966
- الزير سالم 1972.
- الفرافير 1964
- سكه السلامة 1964

## روابط خارجية
- عبد السلام محمد على موقع الدهليز
- عبد السلام محمد على موقع قاعدة بيانات الأفلام العربية